# Denisa Barešová (sportovkyně)
Denisa Barešová (* 13. prosince 1988 Čelákovice) je česká závodnice ve sportovním aerobiku, mistryně světa pro rok 2010, dvojnásobná mistryně Evropy z let 2009 a 2010, čtyřnásobná šampiónka České republiky (2006, 2007, 2009, 2010). V roce 2004 se stala v Adelaide mistryní světa a v Rotterdamu mistryní Evropy v juniorské kategorii. Závodí za klub Aerobik Studio Vlaďky Barešové, trénuje ji Vlaďka Barešová. Od prosince 2010 je sportovní instruktorkou v ASC Dukla Praha.
Vystudovala gymnázium J. S. Machara a od roku 2009 je posluchačkou Pedagogická fakulta Univerzity Karlovy v Praze.